# Куликов, Николай Борисович
Никола́й Бори́сович Кулико́в (25 апреля 1953, Москва — 11 августа 1979, Днепропетровская область) — советский футболист, защитник. Мастер спорта СССР (1979).

## Карьера
В двенадцатилетнем возрасте был принят в группу подготовки московского «Динамо», где первыми его тренерами были великие советские футболисты Владимир Кесарев и Сергей Соловьёв.
В 1974 году молодого полузащитника Николая Куликова пригласили в ФК «Ханки» из города Янгиарык, в котором он провёл два сезона. В 1976 году Николай Куликов успешно выступает за ФК «Янгиер» из одноимённого города, откуда затем был приглашён в «Пахтакор». В 1977 году клуб завоевал путёвку в высшую лигу. Куликов, провёл 21 матч и забил один гол. В его игре отмечали высокую мобильность, хорошее игровое мышление, взаимопонимание с товарищами по команде.
В возрасте 26 лет погиб вместе с командой «Пахтакор» в авиакатастрофе над Днепродзержинском. Похоронен на малой родине родителей — в деревне Кривское под городом Обнинском. В деревне в честь Куликова названа одна из улиц.